# Mahajangasuchus
A Mahajangasuchus (nevének jelentése 'Mahajanga krokodil') a krokodilok egyik kihalt rokona, amely a késő kréta kor maastrichti emeletében, 70-65 millió évvel ezelőtt élt. Fosszíliáit Madagaszkár Mahajanga tartományában találták meg.

## Anatómia

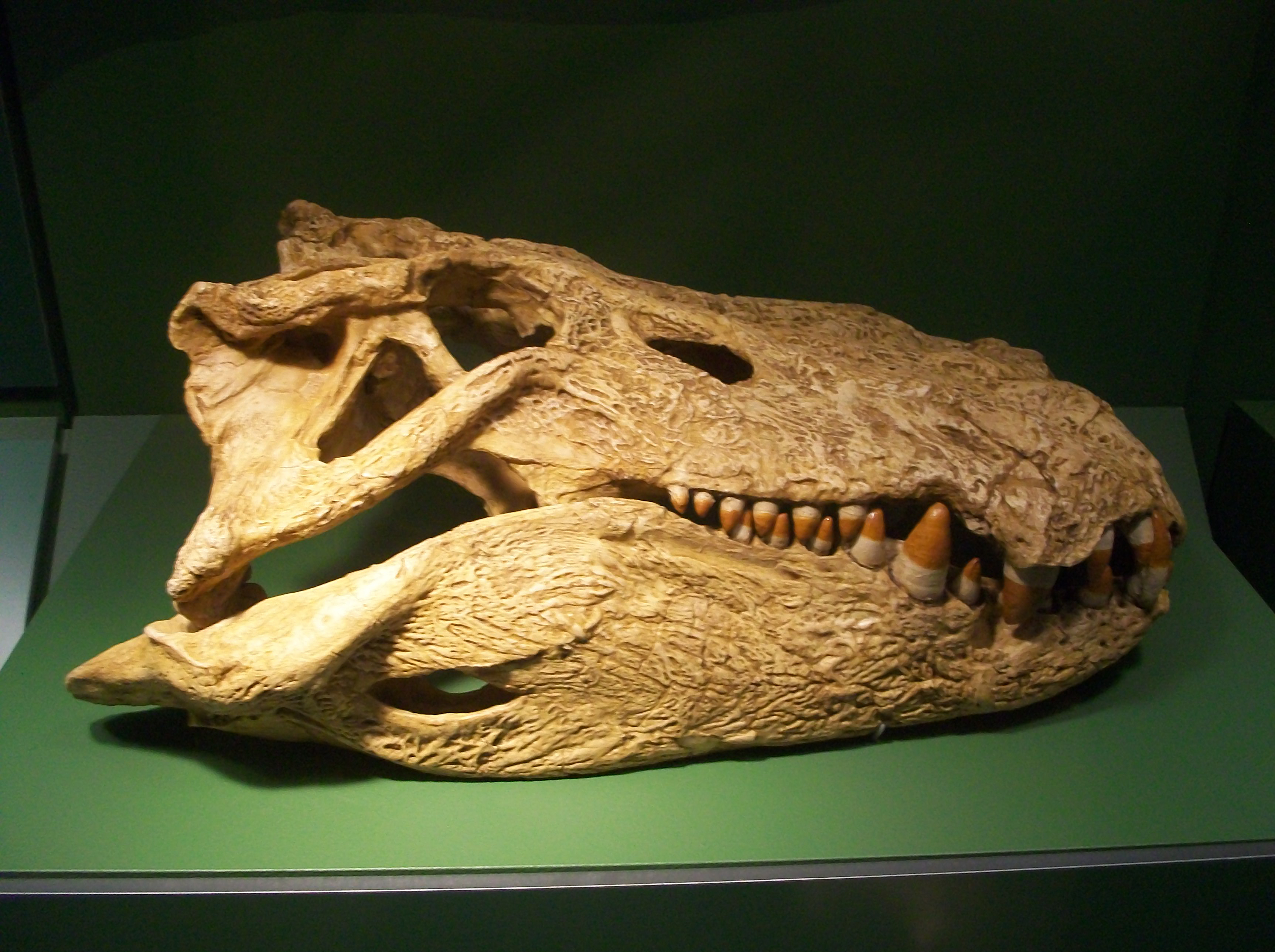
A Mahajangasuchus koponyája

A Mahajangasuchus nagy testű ragadozó volt, elérhette akár a 3 méteres hosszúságot és a 360 kilogrammos testtömeget. Állkapcsában kúp alakú, tompa fogak sorakoztak.
Élőhelyén a Majungasaurus és a Trematochampsa, mely szintén egy krokodilféle volt, lehetett a vetélytársa a zsákmányszerzés terén.

## Osztályozás
Paul Sereno 2001-ben a Mahajangasuchust a Trematochampsidae családba helyezte, bár később mások a Peirosauridae családba helyezték a nemet. Végül 2009-ben a Mahajangasuchus a Kaprosuchusszal közösen az új Mahajangasuchidae családba került.

## Fordítás
- Ez a szócikk részben vagy egészben  a   Mahajangasuchus című angol Wikipédia-szócikk ezen változatának fordításán alapul.  Az eredeti cikk szerkesztőit annak laptörténete sorolja fel. Ez a jelzés csupán a megfogalmazás eredetét és a szerzői jogokat jelzi, nem szolgál a cikkben szereplő információk forrásmegjelöléseként.